# پنجره عایق

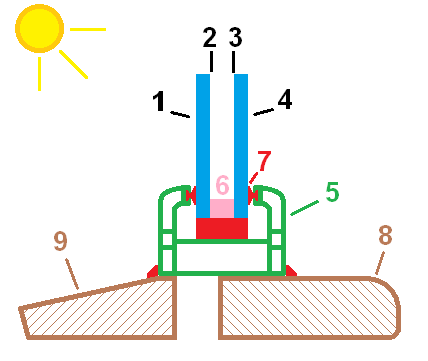
برش از یک پنجره عایق Unit (IGU)

پنجره عایق به پنجره‌هایی گفته می‌شود که معمولاً با نام پنجره دو جداره یا شیشه دو جداره یا پنجره سه جداره شناخته می‌شوند. این پنجره‌ها از نظر انتقال حرارت نسبت به نمونه‌های سنتی (پنجره‌های فلزی) عایق‌تر هستند. پنجره‌های عایق دو یا سه قاب شیشه‌ای هستند که به وسیلهٔ هوا یا دیگر گازها برای کاهش انتقال حرارت جدا شده‌اند.
واحدهای شیشه‌ای عایق با ضخامت شیشه ۳ میلی‌متر تا ۱۰ میلی‌متر (۱/۸" تا ۳/۸") یا بیشتر در کاربردهای خاص ساخته می‌شوند. شیشه لمینت یا سخت شده ممکن است به عنوان بخشی از ساخت مورد استفاده قرار بگیرد. اکثر واحدها با ضخامت مشابه شیشه استفاده شده در دو قاب شیشه‌ای ساخته می‌شوند ولی کاربردهای خاص همچون کم کردن عایق صوتی یا کاربردهای امنیتی ممکن است به طیف وسیعی ضخامت برای ترکیب شدن در واحد مشابه نیازمند داشته باشند.

## تاریخچه
در سال ۱۸۶۵ در شهر نیویورک یک فروشنده شیشه اختراع کرد و این ابداع خود را به ثبت رساند وی در آن زمان اثبات کرد که شیشه‌های دوجداره می‌توانند در جلوگیری از انتقال حرارت به بیرون از ساخت نقش بسزایی را ایفا کنند.

## لزوم استفاده
امروزه آلودگی صوتی از سوی محافل دست اندرکار مانند سایر آلودگی‌ها نظیر آلودگی هوا مورد توجه قرار گرفته و استفاده از شیشه‌های چند جداره از مهم‌ترین روش‌های کاهش این آلودگی به ویژه در شهرهای بزرگ به‌شمار می‌رود. افزایش چشمگیر قیمت انرژی در سال‌های اخیر موجب گردیده‌است دست‌اندرکاران صنعت ساختمان به روش‌های کاهش اتلاف انرژی از سطوح خارجی ساختمان رو آورند. پنجره و شیشه‌های ساختمان مهم‌ترین بخش هدر دهنده انرژی به‌شمار می‌روند و استفاده از شیشه‌های دو و چند جداره به میزان قابل توجهی در کاهش اتلاف انرژی مؤثر است و در حد محسوسی هزینه‌های حرارتی و برودتی را کاهش می‌دهد. پنجره‌های عایق استاندارد، ضمن کاهش ۲۵ تا ۴۰ درصدی مصرف انرژی، آسایش حرارتی ساکنین ساختمان را فراهم می‌سازد. استفاده از درب و پنجره‌های UPVC با شیشه‌های دوجداره میزان صدا را تا ۴۰ دسی بل کاهش می‌دهد.

## مزایای استفاده از پنجره دوجداره عبارت است از
- کاهش انواع هزینه مصرف
- کاهش آلودگی صوتی و انرژی
- عدم نیاز به سرویس‌های نگهداری
- عدم نیاز به رنگ آمیزی
- عایق قوی در برابر صدا
- عایق در برابر گرد و غبار
- عایق در برابر گرما و سرما
- مقاومت در برابر پوسیدگی و اکسیداسیون
- مقاومت در برابر نفوذ آب و بارندگی
- مقاومت و دوام بالا
- انعطاف‌پذیری در برابر انواع بازشو
- قابلیت نصب شیشه‌های چند جداره
- قابلیت بازیافت

## اجزای اصلی پنجره‌های عایق
1. قاب و بازشو پنجره
2. شیشه سه جداره Low-e
3. لاستیک درزگیر EPDM
4. پروفیل گالوانیزه به عنوان استراکچر پنجره
5. یراق آلات و قفل و دستگیره

## مزایای پنجره‌های سه جداره
1. عایق مناسب در برابر گرما و سرما و رطوبت
2. مانع نفوذ گرد و غبار، دود و آلودگی‌های محیطی
3. عایق صوت تا ۵۵ دسیبل
4. تنوع اشکال بازشو و شکل‌پذیری متناسب با معماری و فضای ساختمان
5. مقاوم در برابر نور خورشید
6. مقاوم در برابر خوردگی و پوسیدگی
7. قابلیت نصب یراق آلات استاندارد

## درصد عایق صدا و کاهش آلودگی صوتی
استفاده از شیشه دو جداره، سطح صدا را بین ۲۰ الی ۳۵ دسیبل کاهش می‌دهد. متوسط شدت سر و صدا در محیط‌های معمولی زندگی در شهرها در حدود ۶۰ الی ۷۰ دسیبل می‌باشد. از لحاظ علمی صدا با شدت ۶۰ دسیبل به عنوان صدای مزاحم و با شدت ۹۰ دسیبل مضر برای سیستم شنوایی و با شدت ۱۲۰ دسیبل بالاتر از آستانه تحمل بوده که خطرناک تلقی می‌گردد.
| نوع شیشه   | فلوت ۶ م. م | سکوریت ۶ م. م | دوجداره ۶-۱۰-۴ | لمینت | دوجداره با یک لایه لمینت | دوجداره با دو لایه لمینت |
| ---------- | ----------- | ------------- | -------------- | ----- | ------------------------ | ------------------------ |
| میزان کاهش | ۲۲          | ۲۲            | ۳۴             | ۳۶    | ۴۱                       | ۴۳                       |

## درصدعایق حرارتیو برودتی
| نوع شیشه      | ضخامت لایه شیشه (mm) | نوع لایه‌های هوا | ضخامت لایه‌های هوا | ضریب انتقال حرارت (W/m2.K) |
| ------------- | -------------------- | --------------- | ----------------- | -------------------------- |
| شیشه دو جداره | ۴٬۶                  | گاز بی‌اثر       | ۱۲                | ۲٬۹                        |
| شیشه دو جداره | ۴٬۶                  | هوای خشک        | ۱۲                | ۳                          |
| شیشه سه جداره | ۴٬۶٬۴                | هوای خشک        | ۹٬۹               | ۲٬۲                        |
| شیشه سه جداره | ۴٬۶٬۴                | گاز بی‌اثر       | ۹٬۹               | ۱٬۹                        |

## فاصله انداز
قاب‌های شیشه‌ای به وسیلهٔ یک «فاصله انداز» جدا می‌شوند. یک فاصله انداز قطعه‌ای است که دو قاب شیشه‌ای را در یک سیستم پنجره عایق جدا می‌کند و گازی را در بین آن‌ها محفوظ می‌سازد از لحاظ تاریخی فاصله اندازها ابتدا از فلز یا فیبر ساخته می‌شوند که سازندگان در مورد مقاومت بیشتر آن‌ها فکر کرده بودند. همچنین فاصله اندازهای فلزی رسانای حرارتی هستند. (مگر اینکه فلز از لحاظ حرارتی اصلاح نشده باشد)، که قابلیت پنجره عایق را برای کاهش جریان حرارتی کم می‌کنند و ممکن است به تشکیل آب یا یخ در انتهای درز آن بعلت اختلاف شدید حرارتی کم می‌کنند و ممکن است به تشکیل آب یا یخ در انتهای درز آن بعلت اختلاف شدید حرارتی بین پنجره و هوای محیط منجر شود. برای کم کردن انتقال گرما از طریق فاصله انداز و افزایش عملکرد کلی گرمایی، سازندگان ممکن است فاصله انداز را از مواد کمتر رسانا مثل فوم ساختمانی سازند. یک فاصله انداز که از آلومینیوم ساخته شده‌است و محتوی یک مانع گرمایی می‌باشد چگالش را در سطح شیشه‌ای کاهش می‌دهد و همان‌طور که به وسیلهٔ فاکتور u کلی اندازه‌گیری می‌شود عایق را بهبود می‌بخشد. (به بخش رسانایی گرمایی مراجعه کنید).
- یک فاصله انداز که جریان حرارتی را در پنجره کاهش می‌دهد ممکن است ویژگی‌هایی برای عایق صوتی در جاییکه سروصدای خارجی یک مسئله می‌باشد داشته باشد.
- معمولاً فاصله انداز با ماده خشک‌کننده برای برطرف کردن رطوبت به دام افتاده در فضای گازی در طول ساخت پر می‌شوند که به موجب آن نقطه شبنم گاز در آن فضا کاهش می‌یابد و از چگالش در سطح ۲ در زمانی‌که حرارت بیرون قاب پنجره کاهش می‌یابد جلوگیری می‌کند.
- تکنولوژی جدید برای مبارزه با افت گرما از میله‌های فاصله انداز رایج پدیدار شده‌است که شامل اصلاح عملکرد ساختاری و مقاومت طولانی مدت فلز اصلاح شده (آلومینیوم با یک مانع حرارتی) و فاصله اندازهای فومی می‌باشد.

## فرایند ساخت
پنجره‌های عایق معمولاً سفارشی در خط تولید کارخانه ساخته می‌شوند، ولی پنجره‌های استاندارد در دسترس می‌باشند. ابعاد طول و عرض، ضخامت قاب‌های شیشه‌ای و نوع شیشه برای هر قاب و همچنین ضخامت کلی پنجره بایستی به سازنده اعلام شود. در خط مونتاژ، فاصله اندازهایی با ضخامت خاص بریده و در ابعاد طول و عرض مورد نیاز قرار داد می‌شوند و با ماده خشک‌کننده پر می‌شوند. در یک خط موازی، قاب‌های شیشه‌ای به اندازه بریده و برای شفافیت شسته می‌شوند.
یک درزگیر چسبنده (پلی ایزوبوتیلن- PIB) در رویه فاصله انداز در هر طرف بکار برده می‌شود و قاب‌ها به فاصله انداز پرس می‌شوند. اگر پنجره با گاز پر شود، دو حفره در فاصله انداز پنجره مونتاژ شده ایجاد می‌شود، خطوط برای بیرون کشیدن هوا خارج از فضا و جایگزین کردن آن با گاز دلخواه متصل می‌شوند سپس این خطوط از بین می‌روند و حفره‌ها برای نگه داشتن هوا بسته می‌شوند. تکنیک مدرن تر، استفاده از پرکننده گاز آنلاین می‌باشد که نیاز به ایجاد حفره در فاصله انداز را برطرف می‌کند. سپس پنجره‌های عایق بر لبهٔ کناری با استفاده از پلی سولفید یا درزگیر سیلیکونی یا مواد مشابه برای جلوگیری از ورود هوای مرطوب بیرون محکم می‌شوند. مادهٔ خشک‌کننده اثرات رطوبت بجا مانده از هوای محفوظ شده را از بین می‌برد تا هیچ آبی از درون (یا بخار آب) قاب‌های شیشه‌ای در طول هوای سرد ظاهر نشود. بعضی سازندگان فرایندهای خاصی را ایجاد کرده‌اند که فاصله انداز و ماده خشک‌کننده را در یک سیستم کاربردی تک مرحله‌ای ترکیب می‌کنند.
پنجره دو جداره در دههٔ ۱۹۳۰ ابداع شد و در دههٔ ۱۹۵۰ تحت مارک تجاری thermopane TM که در سال ۱۹۴۱ توسط کمپانی شیشه تیبی- اونزخورد به ثبت رسید در آمریکا در دسترس بود. بعد از چندین دهه این فرایند ساخت پا گرفت گرچه ابداع و نوآوری برای بهبود فاکتور R و دیگر ویژگی‌های پنجره ادامه پیدا کرد. نام تجاری Thermopane به واژگان صنعت شیشه به صورت علامت تجاری کلی برای پنجره‌های عایق وارد شده‌است. ماده‌هایی که می‌توان برای شیشه‌های دو جداره مورد استفاده قرار داد شامل آلومینیوم، pvc و چوب است.

## عملکرد گرمایی
حداکثر کارایی عایق یک پنجره عایق استاندارد به وسیلهٔ ضخامت فاصله محتوی هوا تعیین می‌شود. فاصله خیلی کم بین قاب‌های شیشه‌ای به افت گرما به وسیلهٔ انتشار بین قاب‌ها منجر می‌شود. فاصله خیلی کم بین قاب‌های شیشه‌ای به افت گرما به وسیلهٔ انتشار بین قاب‌ها منجر می‌شود. (گرما از یک قاب از طریق گاز پر شده به قاب دیگر حرکت می‌کند) در حالیکه اگر فاصله بسیار بزرگ باشد جریانات انتقال گرما به وسیلهٔ ویسکوزیته گاز کاهش پیدا می‌کند و گرما را بین قاب‌ها انتقال می‌دهد. برای اطلاعات بیشتر به مقالهٔ انتقال گرما مراجعه کنید. معمولاً اکثر واحدهای محکم شده به حداکثر مقدار عایق با استفاده از یک فاصله گازی ۱۶ تا ۱۹ میلی‌متر (۶۳/۰–۷۵/۰ اینچ) می‌رسند اگر در مرکز واحد پنجره عایق اندازه‌گیری شود. زمانی‌که با ضخامت قاب‌های شیشه‌ای استفاده شده ترکیب می‌شود، این می‌تواند به یک ضخامت کلی ۲۲ تا ۲۵ میلی‌متر (۸۷/۰–۹۸/۰ اینچ) برای شیشه ۳ میلی‌متر (۱۲/۰ اینچ) تا ۲۸ تا ۳۱ میلی‌متر (۱/۱–۲/۱ اینچ) برای شیشه سطح ۳۵/۶ میلی‌متری (۲۵/۰ اینچ) منجر شود.
ضخامت پنجره عایق حدوسط بین حداکثر مقدار عایق و قابلیت سیستم تنظیمی استفاده شده برای حمل یک پنجره می‌باشد. بعضی سیستم‌های پنجره مسکونی و اکثر سیستم‌های تجاری می‌توانند ضخامت ایده‌ال یک پنجره دو جداره را اصلاح کنند. موضوعاتی با استفاده از شیشه‌های ۳ جداره برای کاهش بیشتر افت حرارت در یک ساختمان مطرح می‌شود. ترکیب ضخامت و وزن به واحدهایی منجر می‌گردد که برای اکثر سیستم‌های شیشه مسکونی و تجاری خیلی سنگین هستند خصوصاً اگر این قاب‌های شیشه‌ای دارای حمایل متحرک باشند.
این توازن برای شیشه عایق خلاء (VIG) یا شیشه خلاء بکار نمی‌رود چون افت گرما بعلت انتقال گرما از بین می‌رود که اتلاف تا شبی و رسانایی از طریق درز لبه متوقف می‌شود. در شیشه‌های عایق خلاء هوایی بین قاب‌ها وجود ندارد و تقریباً خلأ که در حال حاضر در بازار موجود می‌باشد در امتداد پیرامون خود با شیشه لحیمی بعضی شیشه‌ای که نقطه ذوب کمتری دارند بدون هوا بسته می‌شود. چنین درز شیشه‌ای سخت می‌باشد و فشار زیادی را با افزایش تفاضل دما در سراسر واحد تجربه می‌کند. این فشار ممکن است مانع استفاده کردن از شیشه خلاء زمانی‌که تفاضل دمایی خیلی زیاد باشد شود. یک سازنده تفاضل دمایی ۳۵ درجه سانتیگراد را پیشنهاد می‌دهد. تکنولوژی خلاء در بعضی از محصولات عایق غیرشفاف با نام پانل‌های عایق خلاء مورد استفاده قرار می‌گیرند.
یک روش قدیمی برای بهبود عملکرد عایق، جایگزین کردن هوا در فاصله بین دو شیشه با یک گاز با رسانایی گرمایی کمتر می‌باشد. انتقال حرارتی گاز، عملکردی از ویسکوزیته و گرمای ویژه می‌باشد. گازهای تک اتمی همچون آرگون، کریپتون و زنون معمولاً مورد استفاده قرار می‌گیرند چون (در دماهای نرمال) گرما را در حالت‌های چرخشی حمل نمی‌کنند که به ظرفیت گرمایی کمتر از گارهای چند اتمی منجر می‌شوند. آرگون رسانایی گرمایی ۶۷ درصد دارد. کریپتون حدود نیمی از رسانایی آرگون دارد. کریپتون و زنون بسیار گرانقیمت هستند این گازها مورد استفاده قرار می‌گیرند چون غیررسمی، شفاف، بی‌بو، از لحاظ شیمیایی فاقد نیروی جنبشی و از لحاظ تجاری بعلت کاربرد گسترده آن‌ها در صنعت در دسترس هستند. بعضی سازندگان سولفور ۶ فلوریدی را به عنوان گاز عایق خصوصاً برای عایق صوتی پیشنهاد می‌دهند. این گاز تنها ۳/۲ رسانایی آرگون را دارد ولی پایدار ارزان قیمت و متراکم است. همچون سولفور ۶ فلوریدی یک گاز شدت پر قدرت گلخانه‌ای است که بر گرم شدن جهان تأثیر دارد.
در اروپا سولفور ۶ زیر گاز F قرار می‌گیرد که مصرف آن برای کاربردهای مختلف ممنوع یا کنترل شده‌است از اول ژانویه سال ۲۰۰۶ سولفور ۶ به عنوان یک گاز ردیاب و در تمام کاربردها به جز دستگاه سوئیچ ولتاژ بالا ممنوع شده‌است. به‌طور کلی هرچه گاز پر شده در ضخامت مطلوب آن مؤثر تر باشد ضخامت مطلوب باریکتر می‌باشد.
به عنوان مثال ضخامت مطلوب برای کریپتون کمتر از آرگون و برای آرگون کمتر از هوا می‌باشد. همچنین چون تعیین اینکه آیا گاز در واحد پنجره عایق در زمان ساخت با هوا ترکیب می‌شود یا خیر (یا در زمان نصب) سخت می‌باشد، ولی بسیاری از طراحان ترجیح می‌دهد تا از شکاف‌های ضخیم‌تر از ضخامت مطلوب برای گاز پرکننده البته اگر خالص باشد استفاده کنند. آرگون معمولاً در پنجره عایق مورد استفاده قرار می‌گیرد چون از همه چیز مقرون به صرفه تر می‌باشد. کریپتون که به‌طور قابل توجه‌ای گران‌تر می‌باشد معمولاً مورد استفاده قرار نمی‌گیرد به جز برای تولید پنجره‌های دو جداره بسیار باریک یا نسبتاً باریک یا پنجره‌های ۳ جداره با عملکرد به شدت بالا. زنون بعلت هزینه کاربرد اندکی در پنجره‌های عایق داشته‌است.

## ویژگی‌های عایق گرمایی
اثربخشی شیشه عایق را می‌توان به عنوان «ارزش R» بیان کرد. هرچه ارزش R بیشتر باشد مقاومت آن برای انتقال گرما بیشتر می‌باشد. یک پنجره عایق استاندارد که شامل قاب‌های بدون پوشش شفاف با حفره پر شده از هوا بین قاب‌های شیشه‌ای می‌باشد معمولاً ارزش R 35/0 Km2/w دارد.
با استفاده از واحدهای عادی آمریکایی روش کاربردی در ساخت پنجره عایق استاندارد این است که هر تغییر در مؤلفهٔ واحد پنجره عایق به افزایش ارزش R 1 در کارایی واحد منجر می‌شود. اضافه کردن گاز آرگون این بهره‌وری را حدود R-3 افزایش می‌دهد. با استفاده از شیشه با قابلیت کم انتشار در سطح ۲ ارزش R دیگری را اضافه می‌کند. پنجره‌های عایق سه جداره به خوبی طراحی شده با پوشش‌هایی با انتشار کم در سطوح ۲ و ۴ که با گاز آرگون در حفرها پر شده‌است به پنجره‌های عایق با ارزش R 5 منجر می‌شود. شیشه‌های عایق خلاء مشخص (VIG) یا واحدهای چنه خوابه با پنجره‌های عایق که از ورقه‌های پوششی پلاستیکی استفاده می‌کنند به ارزش R 5/12 منجر می‌شوند.
لایه‌های اضافی پنجره این فرصت را برای عایق بهتر فراهم می‌کنند. در حالیکه پنجره دو جداره استاندارد اغلب به‌طور گسترده مورد استفاده قرار می‌گیرد پنجره ۳ جداره غیرمعمول نیستند و پنجره ۴ جداره برای محیط‌های خیلی سرد مثل آداسکا تولید می‌شود. حتی پنجره ۴ جداره (۴ حفره‌ای، ۵ قاب شیشه‌ای) با فاکتورهای عایق نیمه قاب مشابه با دیوار ۴ در دسترس می‌باشند.

## ویژگی‌های عایق صوتی
در بعضی موقعیت‌ها این عایق برای کم کردن سر و صدا می‌باشد. در این شرایط یک فاصله هوایی بزرگ کیفیت عایق صوتی یا انتقال صدا را بهبود می‌بخشد پنجره عایق نامتقارن که از ضخامت‌های مختلف شیشه به جای سیستم‌های متقارن معمول استفاده می‌کند (ضخامت‌های مشابه شیشه استفاده شده برای هر دو قاب بدون پوشش) ویژگی‌های عایق صوتی پنجره عایق را بهبود خواهد بخشید. اگر فاصله‌های استاندارد هوا مورد استفاده قرار بگیرد، از سولفور ۶ فلوریدی برای جایگزین یا تقویت گاز راکد استفاده می‌شود و عملکرد عایق صوتی را بهبود می‌دهد. تنوع مواد شیشه‌ای بر صوت‌ها تأثیر می‌گذارد. رایج‌ترین پیکربندی‌های شیشه‌ای مورد استفاده قرار گرفته برای عایق صوتی شامل شیشه لمینت با ضخامت متغیر لایه درونی و ضخامت شیشه می‌باشد. مانع حرارتی آلومینیوم که از لحاظ گرمایی بهبود یافته‌است. در شیشه عایق می‌تواند عملکرد عایق صوتی را با کم کردن انتقال منابع سروصدای بیرونی را در سیستم پنجره بندی بهبود ببخشد. بررسی کلی مؤلفه‌های سیستم پنجره‌ای از جمله مواد استفاده شده در شیشه عایق می‌تواند پیشرفت کلی انتقال صوت را تضمین کند.

## طول عمر
طول عمر پنجره‌های عایق بسته به کیفیت مواد استفاده شده اندازهٔ شکاف بین قاب درونی و بیرونی، تفاوت‌های دما، طرز ساخت و مکان نصب هم بر حسب نما و موقعیت جغرافیایی و همچنین کاربری واحد متفاوت می‌باشد. پنجره‌های عایق معمولاً ۱۰ تا ۲۵ سال دوام دارند پنجره‌هایی که رو به خط استوا می‌باشند کمتر از ۱۲ سال دوام دارند. این پنجره ۴ بسته به سازنده ۱۰ تا ۲۰ سال گارانتی دارند. اگر این پنجره‌ها تغییری ایجاد شود (مثلاً نصب ورقه کنترل خورشیدی) ضمانت نامه ممکن است از طرف سازنده از اعتبار ساقط شود. پیمان سازندگان پنجره‌های عایق (IGMA) مطالعهٔ جامعی را برای مشخص کردن شکسته‌های شیشه‌های عایق تجاری بعد از مدت ۲۵ سال انجام دادند.
برای پنجره عایق استاندارد، بخار بین لایه‌های شیشه زمانی‌که درز دور تا دور آن از بین می‌رود و زمانی‌که مادهٔ خشک‌کننده اشباع می‌شود جمع می‌شود می‌توان به‌طور کلی به وسیلهٔ جایگزین کردن IGA آن را برطرف کرد. از بین رفتن درز و تعویض آن به یک فاکتور مهم در هزینه کلی داشتن پنجره‌های عایق منجر می‌شود. تفاوت‌های دمایی زیاد بین قاب درونی و بیرونی بر فاصله بین آن‌ها فشار می‌آورد که می‌تواند در نهایت باعث شکست آن شود. پنجره‌هایی که شکاف کمی بین قاب‌ها وجود دارد بعلت فشار افزایش یافته بیشتر مستعد شکست هستند.
تغییرات فشار اتمسفری همراه با آب و هوای مرطوب در نموه‌های نادر می‌تواند در نهایت به پر شدن شکاف با آب منجر شود. در کانادا از اوایل سال ۱۹۹۰ چندین کارخانه وجود دارد که خدماتی را برای پنجره‌های عایق شکسته شده ارائه می‌دهند. آن‌ها تهویه باز به اتمسفر با ایجاد حفره‌هایی در شیشه یا فاصله انداز ایجاد می‌کنند. این راه حل معمولاً بخار مرئی را از بین می‌برد ولی نمی‌تواند سطح داخلی شیشه و لکهٔ ایجاد شده بعد از قرارگیری طولانی مدت در برابر رطوبت را تمییز کند. آن‌ها ممکن است گارانتی را از ۵ تا ۲۰ سال ارائه دهند. این راه حل مقدار عایق پنجره را کمتر کند ولی می‌توند راه حل ساده لوحانه در زمانی‌که پنجره همچنان در شرایط خوبی است محسوب شود. اگر پنجره عایق دارای یک گاز پرکننده (مثل آرگون یا کریپتون یا ترکیبی از هر دو) باشد، این گاز به‌طور طبیعی هدر می‌رود و ارزش R کم می‌شود. از سال ۲۰۰۴ کارخانه‌هایی وجود دارد که کار ترمیم پنجره‌های دو جداره شکسته شده را در انگلستان انجام می‌دهند و در ایرلند تنها یک کارخانه کار ترمیم پنجره‌های دو جداره شکسته شده را از سال ۲۰۱۰ انجام می‌دهد.

### برآورد افت حرارت از پنجره‌های دو جداره
با توجه به ویژگی‌های گرمایی حمایل، قاب و لبهٔ پنجره و ابعاد ویژگی‌های لعاب و گرمایی شیشه، میزان انتقال گرما برای چنین پنجره‌هایی و یک سری شرایط را می‌توان محاسبه کرد. این محاسبات را می‌توان در کیلو وات (KW) انجام داد ولی برای فواید اقتصادی محاسبات را می‌توان بسته بر شرایط خاص در طول یک سال برای مکان ویژه به صورت KWH Pa (کیلووات ساعت در هر سال) بیان کرد.
پانل‌های شیشه در پنجره‌های دو جداره گرما را در هر دو مسیر به وسیلهٔ تابش، در سراسر قاب‌ها به وسیلهٔ جریان همرفتی و در درزهای اطراف به وسیلهٔ رسانش انتقال می‌دهد. میزان واقعی با این شرایط در تمام طول سال تغییر می‌کند و در حالیکه ارزش انرژی خورشیدی در زمستان بیشتر مورد استقبال قرار می‌گیرد، ولی ممکن است به افزایش هزینه‌های تهویه در تابستان منجر شود. انتقال ناخواسته گرما را می‌توان مثلاً با استفاده از پرده در زمستان و استفاده از سایبان در تابستان کاهش داد. در یک تلاش برای مقایسهٔ سودمند بین گزینه‌های ساخت پنجره، شورای رتبه‌بندی پنجره بریتانیا یک رتبه‌بندی انرژی پنجره (WER) با محدودهٔ A برای بهترین درجه و C,B و غیره برای درجات پائین‌تر تعریف کرد. این کار ترکیب افت گرما از طریق پنجره (ارزش U معکوس ارزش R) استفاده از انرژی خورشیدی (ارزش g) و افت گرما از طریق نشت هوا در اطراف چارچوب (ارزش L) را در نظر می‌گیرد. به عنوان مثال پنجره‌ای با رتبهٔ A در یک سال همان اندازه که گرما را از انرژی خورشیدی می‌گیرد از راه‌های دیگر از دست می‌دهد. (هر چند حداکثر انرژی به دست آمده در طول ماه‌های تابستان می‌باشد که ساکنین ساختمان به گرما نیازی ندارند) این روش عملکرد گرمایی بهتری را نسبت به دیوار معمولی نشان می‌دهد.

### عایق شیشه‌ای
اولین عایق شیشه‌ای در سال ۱۹۲۹ به وسیلهٔ شرکت مخصوص و حقوقی الکتردور ساخته شد. در سال ۱۹۴۷ کاربرد فرایند گرما در عایقهای شیشه‌ای
مخصوص و حقوقی الکتردور ساخته شد. در سال ۱۹۴۷ کاربرد فرایند گرما در عایقهای شیشه‌ای منجر به تولید محصولی شد که اجراء و نمایش استثنائی آن شرکت را به موفقیت بین‌المللی رساند. خطوط تولید اتوماتیکی این محصول ۱۰ سال بعد در سال ۱۹۵۷ معرفی شد. این خط تولید در سال ۱۹۵۹ به وسیلهٔ اتحاد الکتروور و کارپونیوکس منجر به اختراع سدیور شده بعد از بنا شدن بازار عایق، در دهه ۱۹۶۰ شرکت در اولین پروژه بین‌المللی خودش را در خطر شکست دیده محصولات جدید در طول دهه ۱۹۷۰ که شامل میدان عایق‌های مرکب برای خطوط انتقال قدرت یا نیرو و سیستم‌های راه‌آهن با کشتی حمل شده مکمل برزیلی آن، الکترویدرو در طول این دوره تأسیس شد. سال ۱۹۹۳ نیز شروع پروژه‌ای مشترک در چین است سدیور زیگونگ با تخصصی کردن عایقهای شیشه‌ای، و کارخانه ذوب فلزات (ریخته‌گری) سافام زیگونگ عناصر آهنی سازگار را ساخت.
در اکتبر ۲۰۰۲، سدیور به وسیلهٔ وتروریدو، شرکتی با نام زمینه اسمی جدید اما با تاریخ طولانی و برابر و آبرومند و اعتباری تأسیس کرد.
اصل و تروریدو بر می‌گردد به سال ۱۹۲۸ وقتی که پرنس پیتروگینوری کانتی پیش قدم شد.
این کارگاه‌ها در نقش رهبری و گسترش دادن یکی از محصولات شروع کردند. چگونگی خواستن تولیدات در این دوره شیشه‌های اوپتیکال بود.
در ۱۹۴۰ این کارگاه‌ها در قسمت بشتر ایتالیا تعیین‌کننده اهمیت مالکیت گروه صنعتی IRI که در مورد محصول صنعتی محصولی برای مصارف نظامی توسط نیروی دریایی شروع کرد. نام s.a.i.v.a را گرفت.
بعد از جنگ جهانی دوم شرکت محصولاتش را که شامل موزائیک، سرامیک، ظروف غذا بود گسترش داد. در سال ۱۹۹۰ فیدنزا وتراریا، تولیدکننده قدیمی عایق‌های شیشه‌ای و ظروف غذای ایتالیایی شرکت تأسیس شده را خصوصی کرد. در دهه ۱۹۲۰ فیدنزا وتراریا همچنین شروع به تولید شکلی از آجر شیشه‌ای بهتر به نام بلوک‌های شیشه‌ای یا شیشه تقویت شده چسبی کرد.
بلوک‌های شیشه‌ای در سال ۱۹۹۱ به عنوان پایه محصول و تیورو ریدو ریسکی پر خطر محسوب می‌شدند. با تصمیمات شرکت جدید رشد دائمی در طول یک سری از فراگیری‌ها بدعت گزاری‌ها به دست آمد. در طول دهه ۱۹۹۰ و ترواردو با تجارت چراغ شیشه‌ای روشن و وترری لودی، شرکتی با سابقه طولانی ۱۰ ساله، شرکت کزیچ، بلوک ویترا، یک سازنده متخصص بلوک شیشه‌ای شیشه‌سازی سنتی بوهمیان را غرق کرد.
برای گسترش و پوشش دادنش به سایر کاربران تکنیکی شیشه، در سال ۲۰۰۱ شرکت نمایندگی ایتالیایی دیلو، سازنده جهانی عایقهای شیشه‌ای برای خطوط انتقال قدرت را به دست آورد. این اولین قدم برای به دست آوردن رهبری در این زمینه بود. یادگیری و تحصیل سدیور، تولیدکننده شماره یک شیشه و عایقهای ترکیبی منجر به تولد گروه و ترواردو سدیور، رهبر صنعتی که بالاخره نام سیول را به خود گرفت شد.